# بخار الماء

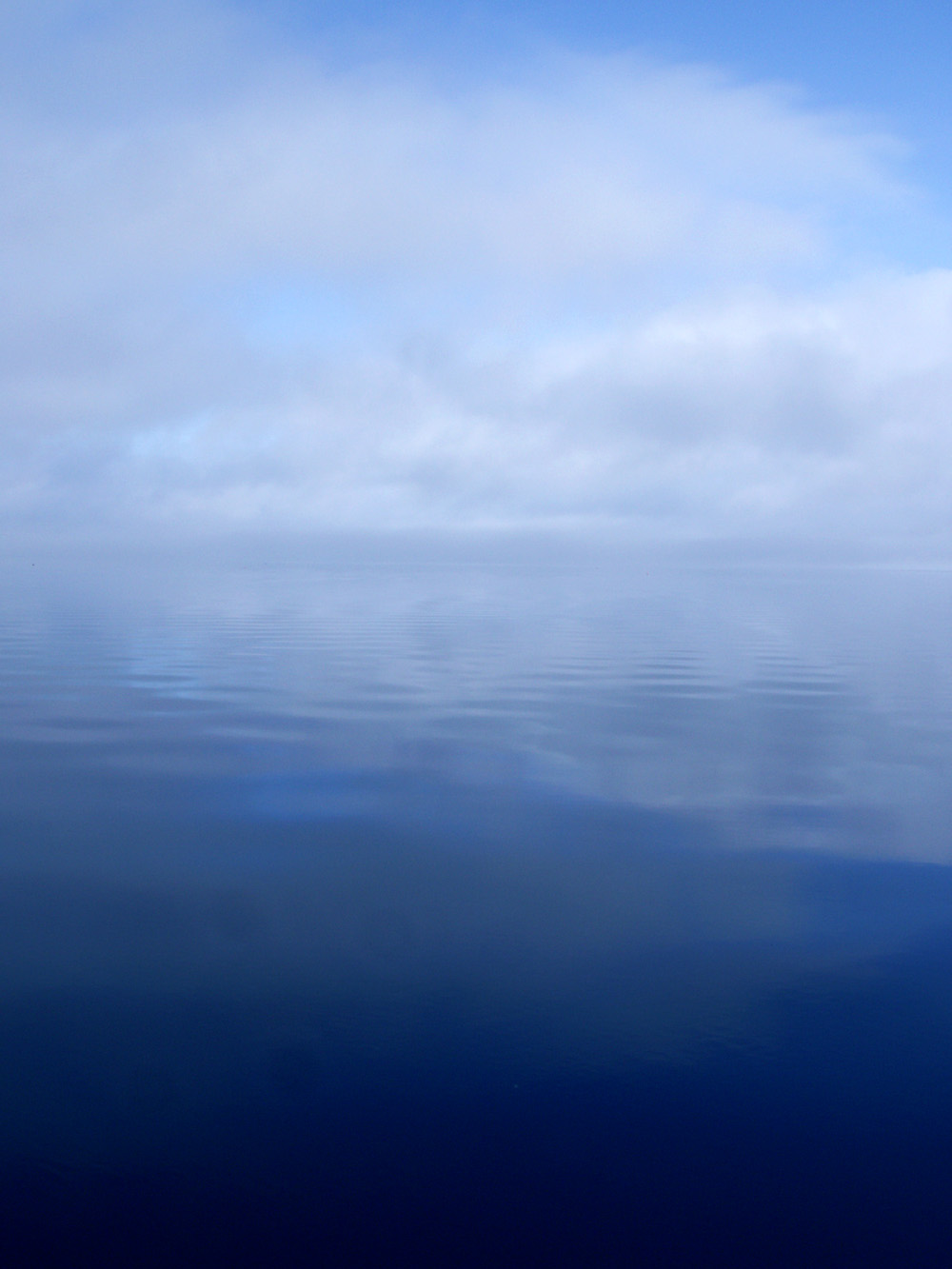
بخار الماء الناتج عن تبخر المياه يتكثف في طبقات الجو العليا على شكل سحب.

بخار الماء هو الحالة الغازية للماء، وهو ينتج من غليان وتبخر الماء السائل، وهو بمعزل عن الشروط الفيزيائية المصاحبة يكون عديم اللون، وهو أخف من الهواء ويسبب ظاهرة الحمل الحراري.
في الشروط الجوية العادية، فإن بخار الماء يتشكل باستمرار من التبخر ثم يزال بالتكثيف، وعادة ما يكون الشكل المتكثف منه مرئياً، وذلك بسبب وجود قطرات ميكروئية من الماء معلقة في الهواء، كما هو الحال في السحاب والضباب.